# HD 27971
HD 27971，又名BD+31 776，SAO 57229、HR 1390，是一颗恒星，视星等为5.28，位于銀經167.62，銀緯-12.24，其B1900.0坐标为赤經4h 19m 44.2s，赤緯+31° -12.24′ 48″。